# Militantis ecclesiae
Militantis ecclesiae ist eine Enzyklika von Papst Leo XIII., die er am 1. August 1897 aus Anlass des 300. Todestages des Kirchenlehrers und Heiligen Petrus Canisius oder Peter Kanijs, an die Bischöfe Österreichs, der Schweiz und Deutschlands versandte.

## Kirchenlehrer Petrus Canisius

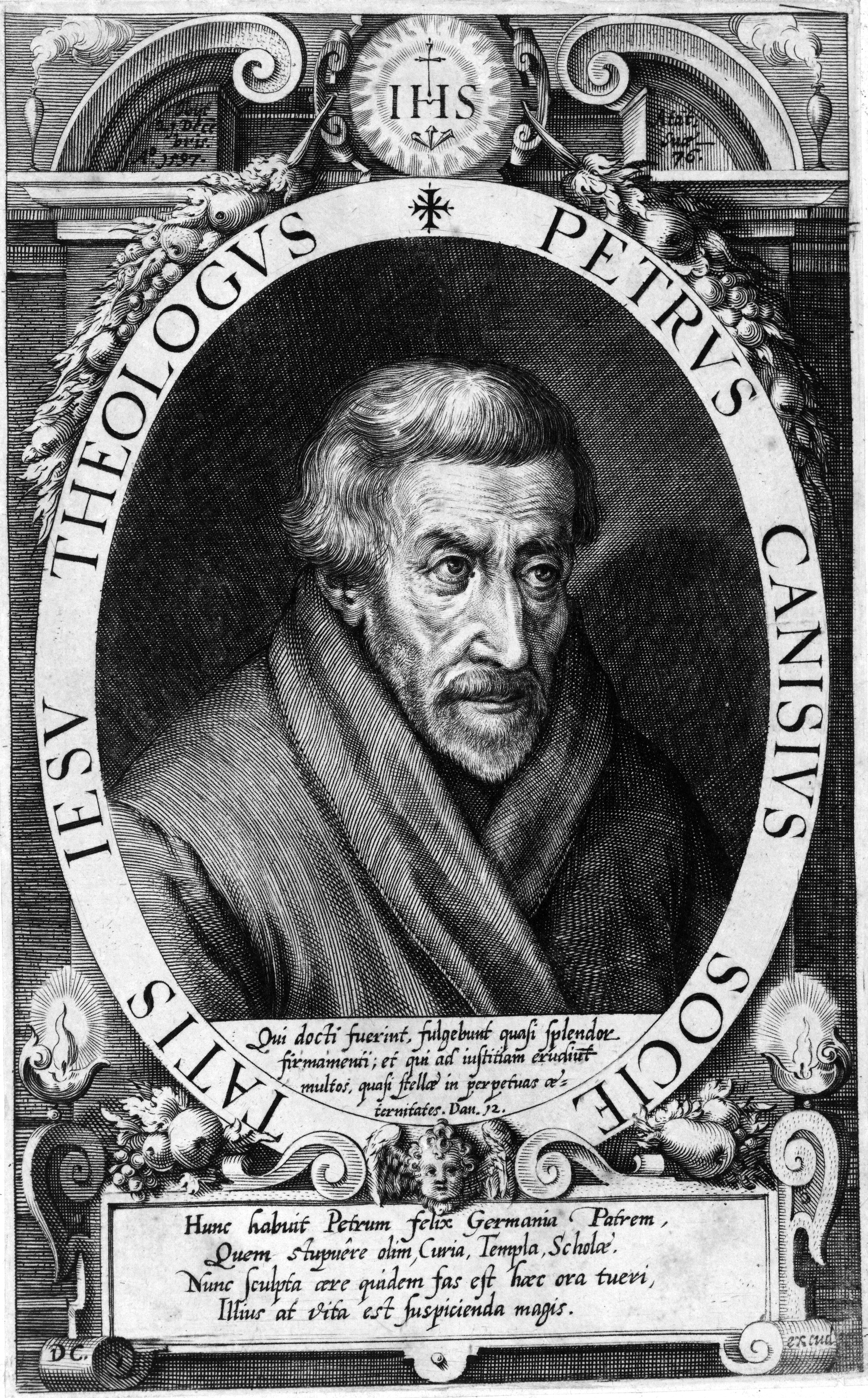
Petrus Canisius auf einem Kupferstich um 1600

Petrus Kanijs (Canisius) wurde am 8. Mai 1521 in Nijmegen geboren. 1536 begann er in Köln zu studieren. 1546 wurde er zum Priester geweiht. 1547 nahm er als Berater am Konzil von Trient teil, 1548 lehrte er für ein Jahr in Messina, dann legte er 1549 seine Profess ab, erwarb den Doktor der Theologie an der Universität Bologna und lehrte an verschiedenen Universitäten im deutschsprachigen Raum. Daneben predigte er besonders in verschiedenen Bischofskirchen, schrieb zahlreiche Bücher und war auch im politischen Raum erfolgreich tätig.
Leo XIII. nannte Petrus Canisius, nach Bonifatius, den „zweiten Apostel Deutschlands“ und nimmt diese Enzyklika zum Anlass, das Wirken und die Lehrtätigkeit Canisius zu lobpreisen.

## Modernes Wissen
Der Papst beschreibt am Beispiel dieses Heiligen, wie das moderne Wissen dem Glauben diene. Es diene der Ehre von Religion und verteidige die religiöse Wissenschaft gegen liberale Künste. Sie fördere den Fortschritt von Kultur und diene der richtigen Ausbildung der Jugend.

## Reformation in Deutschland
Durch die Reformation in Deutschland hätten sich  moralische Standards verändert und sie seien im Begriff, sich zu verschlechtern. Die Anzahl derer, die den katholischen Glauben verlassen hätten, nähme zu und würden zunehmend einen schlechten Einfluss auf das Reich ausüben. Es gäbe aber in Deutschland Männer mit festem Glauben, schreibt er weiter und erwähnt hier besonders die Königshäuser Bayerns und Österreichs.

## Glaube, Kultur und Bildung
In der Fortsetzung seiner Enzyklika weist er auf die Verbindung von Glauben und Kultur hin und beschreibt die, aus seiner Sicht, wichtige Bedeutung dieser Verbindung. Diese Tatsache zeige sich in der langen Tradition der christlichen Ausbildung und Lehre und deshalb hebt der Papst die Bedeutung von katholischen Schulen hervor. Die christliche Bildung sei, so meint er, mit einer religiösen Frömmigkeit verbunden, damit die Inspiration des Heiligen Geistes in die Lehrer und Studenten eindringen möge. Er prangert die Länder an, welche die Religionslehre in ihren Universitäten (er nennt ausdrücklich die Universität von Paris) und Schulen untersagten und die, die Verleihung und Anerkennung der Doktorwürde zur Theologie verweigerten.

## Ermunterung und Ermahnung
In der abschließenden Exhortatio fordert er zur Einigkeit im Glauben auf. Es sei ihm wichtig, die Uneinigkeit von Geist und den Mangel von Harmonie zu überwinden. Seine Ermahnungen gehen dahin, den Weg der sturen Kontroversen zu verlassen, vielmehr sollte man die Kräfte konzentrieren, um die Kirche zum gleichen Ziel zu bringen. Schließlich fordert er alle auf, dem Beispiel des Heiligen Petrus Canisius zu folgen.